# Pekela
Pekela este o comună în provincia Groningen, Țările de Jos. 

## Localități componente
Boven Pekela, Nieuwe Pekela, Oude Pekela.